# Wubana ornata
Wubana ornata là một loài nhện trong họ Linyphiidae.
Loài này thuộc chi Wubana. Wubana ornata được Ralph Vary Chamberlin & Wilton Ivie miêu tả năm 1936.